# イグナス・デドゥラ
イグナス・デドゥラ（Ignas Dedura, 1978年1月6日 - ）は、リトアニア・カウナス出身の元サッカー選手。現役時代のポジションはディフェンダー。空中戦に強く、体格を生かしたハードな当たりが持ち味な選手。リトアニア代表における守備の要であった。